# August Arteldt
August Arteldt (* 18. Oktober 1870 in Bevensen; † 28. Februar 1948 in Uelzen) war ein deutscher Politiker (DHP).

## Leben
August Arteldt wurde als Sohn eines Bezirksschornsteinfegermeisters geboren. Nach dem Besuch der Volksschule in Bevensen wurde er zum Schornsteinfeger ausgebildet und bestand die Meisterprüfung. 1899 wurde er in Uelzen als Bezirksschornsteinfegermeister angestellt.
In der Weimarer Republik engagierte Arteldt sich in der Deutsch-Hannoverschen Partei (DHP). Im Dezember 1924 wurde er für den Wahlkreis Stade-Lüneburg in den Preußischen Landtag gewählt, dem er bis 1928 angehörte. Von Mai 1928 bis September 1930 saß er für seine Partei im Reichstag, in dem er den Wahlkreis 15 (Hannover-Ost) vertrat.
Arteldt war zudem Bürgervorsteher der Stadt Uelzen und Mitglied des Kreistages Uelzen sowie 1. Vorsitzender der Schornsteinfegerinnung für den Regierungsbezirk Lüneburg und 1. Vorsitzender der Kreishandwerksbünde des Regierungsbezirks Lüneburg. Ferner war er Mitglied des preußischen Landesgewerbeamtes und Vorstandsmitglied im Nordwestdeutschen Handwerkbund sowie Mitglied des Vorstandes des Schornsteinfegermeister-Verbandes von Niedersachsen.
Nach dem Zweiten Weltkrieg war Arteldt Beigeordneter und stellvertretender Bürgermeister der Stadt Uelzen sowie erneut Mitglied im Kreistag des Landkreises Uelzen.
August Arteldt war seit 1896 verheiratet und hatte vier Kinder.